# 遍照寺 (館林市)
遍照寺（へんじょうじ）は、群馬県館林市緑町にある真言宗豊山派の寺院。

## 歴史
1198年（建久9年）、新田義重の開基である。義重は新田氏の始祖であり、慈観を開山として招聘し、上野国邑楽郡矢島郷（現・群馬県邑楽郡明和町）に寺を創建した。
その後、1590年（天正18年）に榊原康政が館林藩の藩主として入封すると、館林城に近い現在地に移転させ、榊原家の祈願所とした。そういう経緯もあり、寺紋は榊原家の家紋である「源氏車」を用いている。

## 交通アクセス
- 館林駅より徒歩15分。